# Cathédrale de l'Immaculée-Conception de Moscou
Cette  cathédrale ne doit pas être confondue avec une autre cathédrale de Moscou.
 D’autres cathédrales portent le nom de cathédrale de l'Immaculée-Conception.
La cathédrale de l’Immaculée-Conception de Moscou, appelée aussi l’église polonaise, est la cathédrale diocésaine catholique de Moscou et l’une des deux églises catholiques de la ville, l’autre étant l’église Saint-Louis-des-Français. Il existe aussi une chapelle catholique récente, la chapelle Sainte-Olga. La troisième église catholique historique de Moscou, l’église Saints-Pierre-et-Paul, fréquentée à l’époque par les communautés catholiques polonaise et allemande, a été transformée dans les années 1930 en immeuble de bureaux. Elle se trouve dans l'arrondissement de la Presnia.
La cathédrale a été construite dans un style néo-gothique entre 1901 et 1911 pour la communauté catholique polonaise de la ville, sur un projet de l'architecte russe d'origine polonaise Tomasz Bohdanowicz-Dworzecki. À la fin du XIXe siècle, il y avait à Moscou une communauté catholique de 30 000 fidèles et les deux églises étaient insuffisantes. Une pétition fut donc envoyée en 1894 au gouverneur général de Moscou, pour demander la permission d'en édifier une nouvelle. Cette permission fut accordée, à condition qu'elle soit construite en dehors du centre de la ville et loin de toute église orthodoxe. L'église était au départ une église filiale de la paroisse Saints-Pierre-et-Paul (le diocèse catholique de Moscou n'existait pas encore) et devint église  paroissiale en 1919; son desservant était le P. Michal Cakul (1885-1937).
L'église fut fermée par les autorités en 1938 et son mobilier disparut. Le bâtiment fut transformé en entrepôt de légumes, puis en foyer. Une première messe après plus de cinquante ans d'interdiction eut lieu en 1990 et l'église fut définitivement rendue au culte en 1996. Elle est sous la responsabilité de religieux salésiens polonais. C'est le siège de l'archevêque actuel, Mgr Paolo Pezzi.
La cathédrale a une capacité de 5 000 places et se trouve rue Malaïa Grouzinskaïa, No 27/13, métro Rue 1905, ou Krasnopresnenskaïa, ou Barrikadnaïa.
Les messes sont en latin, russe, polonais, anglais, français, coréen, latin, et arménien (ces dernières en rite arménien).

## Sources
- Traduction partielle de l'article Wikipedia en (de)+(ru)+(en).